# Danska vägen, Malmö

Danska vägen är en gata i området Håkanstorp i Malmö.
Danska vägen, som sträcker sig mellan Scheelegatan och Sallerupsvägen och bland annat korsar Industrigatan, tillkom 1924 och förlängdes 1960. Namnet åsyftar det läger som danskarna i juni 1677 upprättade i Håkanstorp vid belägringen av Malmö under skånska kriget.